# Онда
Онда (шп. Onda) град је у Шпанији у аутономној заједници Валенсијанска Заједница у покрајини Кастељон. Према процени из 2017. у граду је живело 24 856 становника.

## Становништво
Према процени, у граду је 2017. живело 24 856 становника.
| 2017.  |
| ------ |
| 24.856 |

## Партнерски градови
- Fiorano Modenese
- Alzira
- Montendre